# 小堡螺亚科
小堡螺亞科，原為科級分類單元
小堡螺科。現時被降至亞科級，成為了芝麻螺科之下兩個亞科之一。

## 分類
小堡螺科本屬中腹足目。
根據2005年《布歇特和洛克羅伊的腹足類分類》，小堡螺科被降至亞科級別，屬吸螺類支序之下蟹守螺總科的芝麻螺科。
小堡螺亞科包括下列各個包括現生種的屬：
- Conradia（英语：Conradia） A. Adams, 1860
- 小堡螺屬 Fossarus Philippi（英语：Rodolfo Amando Philippi）, 1841：異名有Maravignia Aradas & Maggiore, 1844
- Larinopsis J. H. Gatliff & C. J. Gabriel, 1916
- Nilsia Finlay（英语：Harold John Finlay）, 1926
- Zeradina Finlay（英语：Harold John Finlay）, 1926